# Cehal
Cehal – wieś w Rumunii, w okręgu Satu Mare, w gminie Cehal. W 2011 roku liczyła 772 mieszkańców. 